# Silene tunetana
Silene tunetana är en nejlikväxtart som beskrevs av Svante Samuel Murbeck. Silene tunetana ingår i släktet glimmar, och familjen nejlikväxter. Inga underarter finns listade i Catalogue of Life.